# Revista do Instituto Histórico e Geográfico do Rio de Janeiro

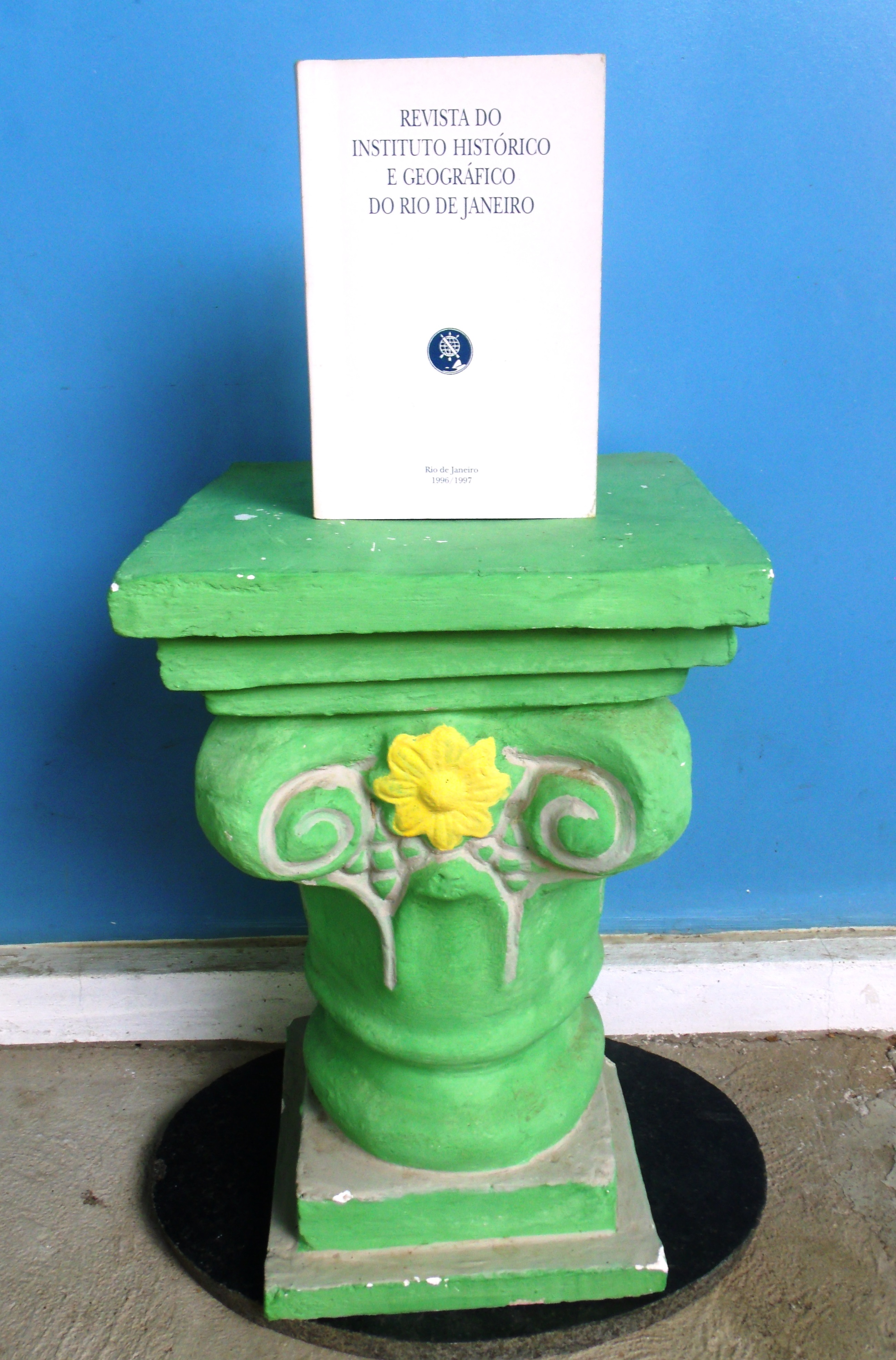
Edição de 1996 numa exposição de colecionadores no Piauí

A Revista do Instituto Histórico e Geográfico do Rio de Janeiro é um periódico publicado desde 1987, quando o IHGRJ completava 30 anos de existência. Coube ao então secretário-geral do IHGRJ, Vicente Tapajós, a organização da mesma, solicitando a cada autor a confecção de um artigo e a contribuição pecuniária para a editoração. Dezessete sócios reconheceram a conveniência da iniciativa e abraçaram o ideal proposto por Tapajós.
Até 1998, a Revista do IHGRJ veio à luz como publicação bienal. Desde então, porém, com a colaboração de pesquisadores independentes, a Revista passou a ser um anuário. O número 16, de 2007, consistiu em um índice dos já abundantes artigos das edições anteriores. E graças à então Presidente do Instituto, Cybelle de Ipanema, a impressão da Revista obteve patrocínio da Imprensa Oficial do Estado do Rio de Janeiro até 2017.
Em 2019, a então Presidente do Instituto Histórico e Geográfico do Rio de Janeiro, Neusa Fernandes, determinou a renovação da Revista do IHGRJ, a fim de fazer frente às exigências acadêmicas de excelência e à maior difusão da missão do Instituto em prol do Estado e da Cidade do Rio de Janeiro. Os editores dos dois primeiros números da Revista renovada foram os acadêmicos João Carlos Nara Júnior e Nelson de Castro Senra.
O site da Revista dispõe de um Regulamento e de Normas de Submissão.